# Oryza sativa
Oryza sativa je mnogo češća od dve vrste pirinča, koja se uzgaja kao žitarica, a druga vrsta je O. glaberrima, afrički pirinač. Prvi put je pripitomljen u slivu reke Jangce u Kini pre 13.500 do 8.200 godina.
Oryza sativa pripada rodu Oryza i BOP kladi u porodici trava Poaceae. Sa genomom koji se sastoji od 430 Mbp preko 12 hromozoma, poznat je po tome što ga je lako genetski modifikovati i predstavlja modelski organizam za proučavanje biologije žitarica i monokota.

## Opis
O. sativa ima uspravnu stabljiku koja naraste 80—120 cm (31—47 in) u visinu, sa glatkom površinom. List je kopljast, dugačak 15—30 cm (5 7⁄8—11 3⁄4 in) i raste iz jezička dugačkog 10—20 mm (3⁄8—3⁄4 in).
- Vodeni bivo ore pirinčano polje, Java
- Džumli Marši, smeđi pirinač iz Nepala
- Tradicionalni pirinač brda Nijamgiri, Indija
- Iz Čatisgara
- Presek stabljike uvećan 400 puta

## Spoljašnje veze
- {{ Mediji vezani za članak Oryza sativa na Vikimedijinoj ostavi
}}